# Lea Ignatius
Lea Toini Johanna Ignatius, född 26 oktober 1913 i Helsingfors, död där 27 juni 1990, var en finländsk målare och grafiker.
Ignatius besökte Helsingfors universitets ritsal 1932–1933 under Väinö Blomstedts och Erkki Kulovesis ledning samt Centralskolan för konstflit 1933–1936. Fortsatta studier i konstgrafik bedrev hon vid Finlands konstakademis skola samt utomlands under ledning av Johnny Friedlaender i Salzburg och Stanley William Hayter i Paris (Atelier 17).
Hon inledde sin bana som illustratör, skrev en sagobok och övergick på 1940-talet till fritt konstnärskap. I hennes målningar och teckningar intog stilleben och porträtt en dominerande plats, men landskapsmotiven kom att spela en genomgående roll i hela hennes konst där metallgrafiken dominerade under de tjugo sista åren. Under en period på 1970-talet var hennes formspråk mera abstrakt och färgerna ljusare och klarare än i hennes tidigare och senare verk.  
Lea Ignatius hörde till kultursläkten Genetz; hennes farfar Arvid Genetz uppträdde som författare under namnet Arvi Jännes.